# O czym marzą kobiety
O czym marzą kobiety – polski film fabularny z 1937 roku.

## Obsada
- Lena Żelichowska - Lena Kort
- Mieczysław Cybulski - Walter King
- Antoni Różycki - aferzysta Lewaso
- Stanisław Sielański - wywiadowca
- Stefan Hnydziński - wywiadowca
- Lech Owron - krupier
- Czesław Skonieczny - jubiler
- Michał Halicz - wspólnik Lewasa
- Klemens Mielczarek - boy hotelowy
- Jerzy Bielenia - barman
- Maria Zarębińska
- Jerzy Roland
- Stefan Szwarc
- Halina Supełówna
- Bronisław Romaniszyn
- Bronisław Oranowski
- Zofia Wilczyńska
- Maria Bożejewiczówna